# Lake Union Park (Tranvía de Seattle)
Lake Union Park es una estación de la línea South Lake Union del Tranvía de Seattle. La estación es administrada por King County Metro. La estación se encuentra localizada en Lake Union Park en el Centro de Seattle, Washington. La estación de Lake Union Park fue inaugurada el 12 de diciembre de 2007.

## Descripción
La estación Lake Union Park cuenta con 1 plataforma lateral.

## Conexiones
La estación es abastecida por las siguientes conexiones: 
- King County Metro